# Ellange-Gare
Ellange-Gare (lb. Ellenger Gare) – mała miejscowość (lieu-dit) w południowo-wschodnim Luksemburgu, w kantonie Remich, w gminie Mondorf-les-Bains. Do 3 października 2015 miejscowość leżała w dystrykcie Grevenmacher.  